# Herr Borck
Herr Borck est un lieutenant-colonel allemand, commandant du Camp de concentration de Rava-Rouska et du Stalag 325 en 1942.

## Biographie
Il participe à la Première Guerre mondiale. Après la guerre il devient apiculteur dans la province du Wurtemberg.
Après l’accession au pouvoir de Hitler, il rejoint la section d'assaut du Troisième Reich.
Comme lieutenant-colonel dans l'armée allemande, il reçoit l'ordre de créer en 1942 un camp en Ukraine.
Depuis 1942, Himmler en personne lui dicte ses ordres. Le camp Stalag 325 exista durant 10 mois et en décembre il fut détruit et les prisonniers envoyés à l'ouest.
Le commandant du camp était le Lieutenant-Colonel Herr Borck, dans sa lettre au procureur peu avant son exécution le 25 septembre 1946, il expliqua que Rawa-Ruska resterait son œuvre, en revendiqua hautement sa création et précisa que s'il avait eu le temps de la parachever, aucun Français n'en serait sorti vivant car il avait reçu l'ordre secret de Himmler d'anéantir tous les « terroristes » français.
Il est condamné à la pendaison par le tribunal de Nuremberg en 1946.